# Phragmatobia obliterata
Phragmatobia obliterata är en fjärilsart som beskrevs av Barend J. Lempke 1961. Phragmatobia obliterata ingår i släktet Phragmatobia och familjen björnspinnare. Inga underarter finns listade i Catalogue of Life.